# Ведмежка
Ведме́жка (також Медвежа) — пасажирський залізничний зупинний пункт Рівненської дирекції Львівської залізниці.
Розташований між селами Мала Ведмежка та Велика Ведмежка, Маневицький район, Волинської області на лінії Сарни — Ковель між станціями Маневичі (8 км) та Чорторийськ (3 км).
Станом на 2025 рік, щодня одна пара приміського поїзда прямує за напрямком Ковель-Пасажирський — Сарни.